# .ck
.ck és l'actual domini de primer nivell territorial (ccTLD) de les Illes Cook.
El registre es pot fer dins d'aquestes categories de segon nivell:
- .co.ck: organitzacions empresarials
- .org.ck: organitzacions sense ànim de lucre
- .edu.ck: institucions educatives
- .gov.ck: agències governamentals
- .net.ck: proveïdors d'Internet
- .gen.ck:
- .biz.ck: pàgines relacionades amb negocis de les Illes Cook
- .info.ck: pàgines d'informació relacionada amb les Illes Cook

## Requeriments per al registre .ck
Els prerequisits per demanar un domini són els següents:
1. Les sol·licituds de domini per a no-residents costen 150 dòlars americans per un mínim de dos anys, i s'han de renovar cada dos anys.
2. No es registraran els dominis que es considerin malsonants en cap nivell, i la sol·licitud serà anul·lada notificant el sol·licitant; futures sol·licituds del mateix domini s'ignoraran. Es controlen els dominis '.ck' regularment, i si es troba que hi ha paraules malsonants, el domini s'esborrarà sense notificar-se ni retornar els diners.

## En la cultura popular
- En la sèrie anglesa Nathan Barley, el protagonista registra el seu web personal a les Illes Cook perquè tingui el sufix ".co.ck", que pronuncia com a "dot cock".